# 一起运动
一起运动是阿尔巴尼亚的一个左翼政党。该党成立于2022年12月18日，前身是2011年成立的政治组织。，改用现名。该党的意识形态是进步主义、左翼民粹主义。该党实行集体领导。该党的总部位于地拉那。该党出版刊物《论题11》。该党的口号是“新事物正在诞生！”。该党是进步国际的成员。